# سماء باريس (مطعم)

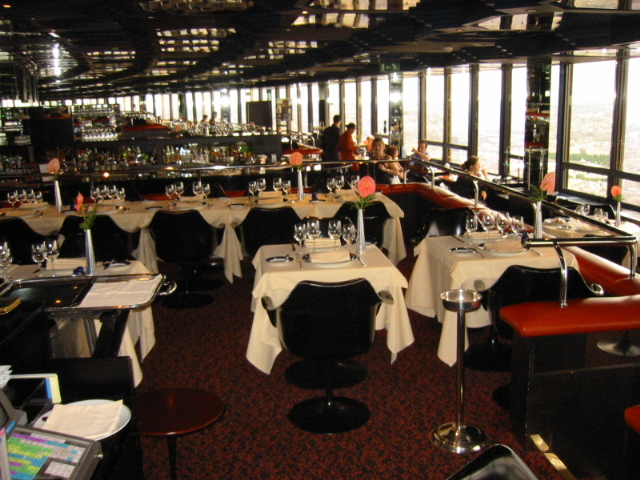
منظر داخلي لمطعم سماء باريس عام 2003.

سماء باريس  (بالفرنسية: Le Ciel de Paris) هو مطعم بانورامي يقع في الطابق ال56 من برج مونبارناس في قلب العاصمة الفرنسية باريس. 

بارتفاع يبلغ 200 متر، يعتبر مطعم سماء باريس أعلى مطعم في أوروبا.

## روابط خارجية
- الموقع الرسمي للمطعم